# Десять франков «Вольтер»
Десять франков «Вольтер» — французская банкнота, выпущенная Банком Франции, эскиз которой разработан 4 января 1963 года и выпущена Банком Франции 2 января 1964 года. Банкнота выпускалась до 6 декабря 1973 года. Она заменила банкноту десять франков Ришельё. В 1973 году она была заменена на банкноту десять франков Берлиоз. 15 сентября 1986 года она перестает быть законным платёжным средством.

## Описание

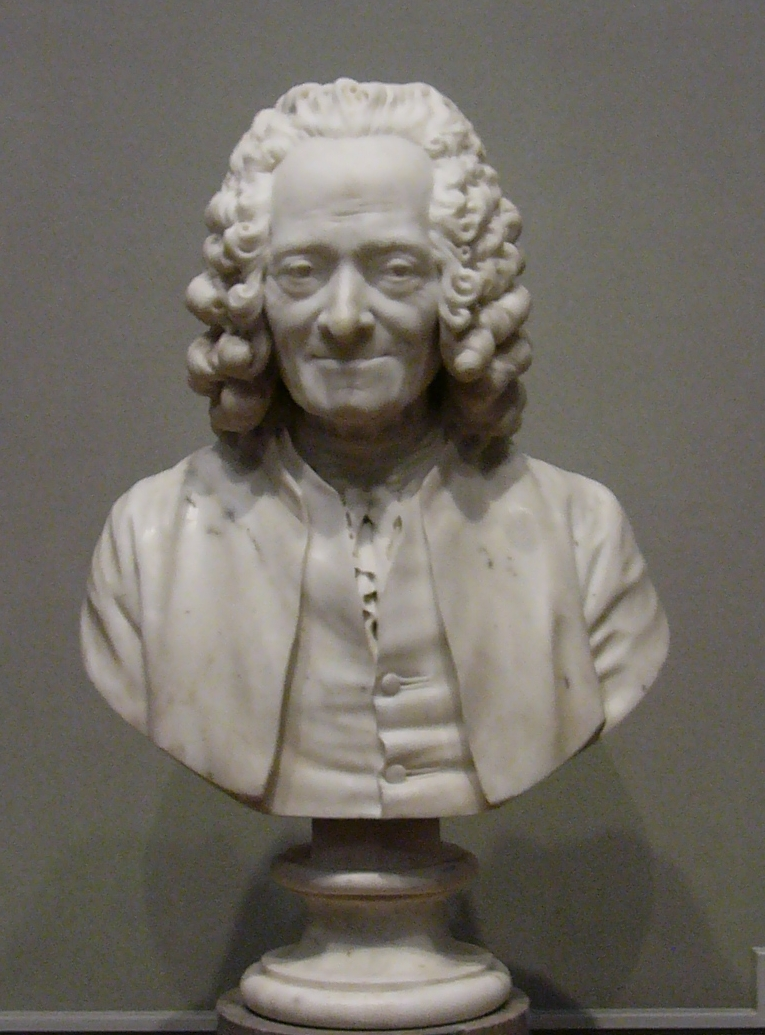
Бюст Вольтера созданный Жаном-Антуаном Гудоном.

Авторами банкноты стали: художник Жан Лефевр и гравёры Жуль Пьель и Жильбер Пульё. В качестве основы для изображения на банкноте использовались работы: Доминика Виван-Денона, Жан-Антуана Гудона и Мориса Кантена де Латура. 
Аверс: Вольтер изображён в парике с пером в руке, находящийся в Павильоне де Флор, во дворце Тюильри.
 Реверс: Вольтер на фоне замка Шато де Кири. Водяной знак — голова Вольтера без парика. Размеры банкноты 149 мм х 80 мм.

## Интересные факты
Бразильский художник Килдо Мейрелеш сделал графическую работу, на основе картин хранящихся в Центре Помпиду в Париже (Проект: банкноты мая 1970 года). В этой работе также присутствует рисунок с банкноты десять франков Вольтер.